# Ismail Qemali
Ismail Bej Qemali, född 16 januari 1844 i Vlora i Osmanska riket, död 24 januari 1919 i Perugia i Italien, var en albansk politiker.
Ismail Qemali föddes i en albansk adelsfamilj. Han slutförde sekundärutbildning i hemstaden och gymnasieutbildning i Ioannina. Han flyttade 1859 till Istanbul, där han påbörjade en karriär som statstjänsteman och fick administrera flera balkanska städer.
Trots sina osmanska ämbeten deltog han i arbetet att standardisera det albanska alfabetet och grundandet av en albansk kulturell förening. År 1877 var Qemali på höjdpunkten av sin osmanska karriär men efter ett avskedande på grund av sina liberala åsikter tvingades han leva i exil i västra Anatolien. Han återkallades i ämbetet och blev guvernör över Beirut. På grund av sina direkta liberala policyrekommendationer fick han åter avgå och i maj 1900 sökte han sig till den brittiska ambassaden för att begära politisk asyl. Han deporterades från Turkiet och de kommande åtta åren försökte han befrämja konstitutionell lagstiftning inom Osmanska riket och drev den albanska frågan.
Efter den ungturkiska revolutionen 1908 invaldes Qemali som ledamot i det nya osmanska parlamentet. Qemali arbetade nära med liberala politiker och britterna. Då ett uppror mot ungturkarna uppblossade 1909 blev Qemali för en kort stund president för den osmanska församlingen. Qemali tvingades ånyo i exil och var därefter verksam enbart för den albanska frågan.
Qemali var en förgrundsfigur för grundandet av dagens Albanien. Han proklamerade landet självständigt den 28 november 1912, vilket avslutade ett historiskt kapitel av en fem sekel lång osmanskt styre. Tillsammans med Isa Boletini och Luigj Gurakuqi hissade han den albanska flaggan från ett tvåvåningshus. Qemali blev Albaniens premiärminister 1912-1914.
Under första världskriget levde Ismail Qemali i exil i Paris, då han skrev sina memoarer på engelska som publicerades postumt. 1918 reste Qemali till Italien för att försöka organisera befrielserörelsen i hemlandet. Han hindrades av den italienska regeringen att lämna Italien och förblev en ofrivillig gäst i ett hotell i Apulien. Han dog i hotellet under en middag till följd av en hjärtattack. Qemali är porträtterad på många albanska valutasedlar.